# Du soleil au cœur
A Du soleil au cœur Céline Dion kanadai énekesnő válogatásalbuma, mely 1983 októberében jelent meg Franciaországban. Ez az énekesnő ötödik francia nyelvű albuma, és az első Franciaországban megjelent albuma.

## Háttér
A Du soleil au cœur két előző kanadai albumából, a Tellement j’ai d’amour… és a Les chemins de ma maison dalaiból készült válogatáslemez. Létrejötte a D’amour ou d’amitié című kislemez franciaországi sikerének köszönhető, mely a 10. helyezést érte el a francia kislemezlistán. A második kislemez a Mon ami m’a quittée volt erről a lemezről.
Az albumon hallható a Ne me plaignez pas bővített verziója és egy új dal is, a À quatre pas d’ici, mely a Bucks Fizz The Land of Make Believe brit sikerdalának francia nyelvű adaptációja. Eredeti szerzőjük Andy Hill és Peter Sinfield, akik később együtt dolgoztak az énekesnővel 1993-ban a Think Twice, és 1996-ban a Call the Man című dalokon. Ez a dal rákerült Céline Dion Chants et contes de Noël című karácsonyi albumára is, mely 1983 novemberében jelent meg.
A lemez 50 000 példányban kelt el. 2002. április 4-én, tizenkilenc év után Franciaországban kiadták újra CD-n, mely öt bónusz dalt is tartalmaz. 2008. május 16-án Svájcban is megjelent ez a verzió.

## Az album dalai
| #   | Cím                                            | Szerző(k)                                     | Hossz |
| --- | ---------------------------------------------- | --------------------------------------------- | ----- |
| 1.  | D’amour ou d’amitié                            | Eddy Marnay, Jean Pierre Lang, Roland Vincent | 3:59  |
| 2.  | La dodo la do                                  | Marnay, Christian Gaubert                     | 3:02  |
| 3.  | Mon ami m’a quittée                            | Marnay, Christian Loigerot, Thierry Geoffroy  | 3:00  |
| 4.  | Ne me plaignez pas                             | Marnay, Steve Thompson                        | 3:46  |
| 5.  | Tellement j’ai d’amour pour toi                | Marnay, Hubert Giraud                         | 3:00  |
| 6.  | Du soleil au cœur                              | André Popp, Jean Claude Massoulier            | 2:42  |
| 7.  | À quatre pas d’ici                             | Marnay, Andy Hill, Peter Sinfield             | 3:58  |
| 8.  | Les chemins de ma maison                       | Marnay, Patrick Lemaitre, Alain Bernard       | 4:20  |
| 9.  | Hello mister Sam                               | Marnay, Loigerot, Geoffroy                    | 4:15  |
| 10. | Le vieux monsieur de la rue Royale             | Marnay, Alain Noreau                          | 4:14  |
| 11. | Trois heures vingt (Bónusz szám (2002))        | Marnay, Patrick Lemaitre                      | 3:38  |
| 12. | Benjamin (Bónusz szám (2002))                  | Marnay, Pierre Papadiamandis                  | 4:37  |
| 13. | La voix du bon Dieu (Bónusz szám (2002))       | Marnay, Suzanne-Mia Dumont                    | 3:18  |
| 14. | Trop jeune à dix-sept ans (Bónusz szám (2002)) | Marnay, P. Greedus, B. Blue                   | 4:53  |
| 15. | Paul et Virginie (Bónusz szám (2002))          | Marnay, Loigerot, Geoffroy                    | 3:54  |

## Megjelenések
| Terület       | Megjelenés       | Kiadó            | Formátum        | Katalógusszám |
| ------------- | ---------------- | ---------------- | --------------- | ------------- |
| Franciaország | 1983. október    | Pathe/EMI        | Hanglemez       | SNS 90001     |
| Franciaország | 1983. október    | Pathe/EMI        | Compact kazetta | SNS 490001    |
| Franciaország | 2002. április 4. | Sony Music Media | CD              | 5032582       |
| Svájc         | 2008. május 16.  | Sony Music Media | CD              | 5032582       |

## Fordítás
Ez a szócikk részben vagy egészben  a   Du soleil au cœur című angol Wikipédia-szócikk ezen változatának fordításán alapul.  Az eredeti cikk szerkesztőit annak laptörténete sorolja fel. Ez a jelzés csupán a megfogalmazás eredetét és a szerzői jogokat jelzi, nem szolgál a cikkben szereplő információk forrásmegjelöléseként.